# 2023-as Formula–1 Las Vegas-i nagydíj
A Las Vegas-i nagydíj lesz a 2023-as Formula–1 világbajnokság huszonegyedik futama, amelyet 2023. november 16. és november 18. között rendeznek a Las Vegas Strip Circuit versenypályán, Las Vegasban, mesterséges fényviszonyok között. Ez volt a harmadik futam egy szezonon belül az Amerikai Egyesült Államokban. A győztes Max Verstappen.

## Választható keverékek
| Abroncs              | Friss | Használt |
| -------------------- | ----- | -------- |
| Kemény keverék (C3)  |       |          |
| Közepes keverék (C4) |       |          |
| Lágy keverék (C5)    |       |          |
| Átmeneti esőgumi (I) |       |          |
| Teljes esőgumi (W)   |       |          |

## Háttér
Az eseményre a hétvégén, november 16-18-án került sor. Ez volt a 2023-as Forma-1-es világbajnokság huszonegyedik fordulója, és a Forma-1-es világbajnokság első futama, hivatalos néven Las Vegas Nagydíj. Ez volt az 1100. Forma-1-es Nagydíj az 1950-es első szezon óta.
Az esemény volt az első Forma-1-es Las Vegas-i futam az 1982-es Caesars Palace Grand Prix óta, és az első utcai verseny a városban a 2007-es Vegasi Grand Prix Champ Car óta. A Las Vegas Strip körül, egy vadonatúj utcai pályán zajlott.Ez volt a harmadik és egyben utolsó nagydíj az Egyesült Államokban, amelyet a 2023-as naptárban a Miami és az Egyesült Államok Nagydíja után rendeztek, és 1982 óta először fordult elő, hogy három futamot rendeztek az Egyesült Államokban Forma-1-ben. évad. A Nagydíj helyi idő szerint (UTC−8) 22:00-kor kezdődött 2023. november 18-án, szombaton, ami azt jelenti, hogy az 1985-ös Dél-afrikai Nagydíj óta ez volt az első Forma-1-es világbajnoki nagydíj futam, amely szombaton indult.

## Pálya stílusa és elrendezése
A 6,201 km-es utcai körpálya az óramutató járásával ellentétes irányban fut, és 17 kanyart és egy 1,9 km-es egyenest tartalmaz.A Forma-1 által 240 millió dollárért megvásárolt egykori parkolóban kezdődik, és a boxutcák és a paddock területére fejlesztették, és tartalmazza a pálya állandó részét is.A pálya a Las Vegas Strip-en megy le.Az 1,9 km-es sík szakasz két egyenessel és egy enyhén elsöprő bal ívvel Las Vegas néhány leghíresebb szállodája és kaszinója mellett halad el.

## Világbajnokság állása a verseny előtt
A hétvégén Max Verstappen vezette a pilóták bajnokságát 524 ponttal. Csapattársát, Sergio Pérezt 266 ponttal, Lewis Hamiltont pedig további 32 ponttal vezette. Hamilton a negyedik Fernando Alonsót előzte meg 28 ponttal, Lando Norris pedig az ötödik, három ponttal lemaradva. A Red Bull Racing vezette a konstruktőri bajnokságot 782 ponttal, 400 ponttal a Mercedes és további 20 ponttal a Ferrari előtt. A negyedik McLaren 80 ponttal maradt el a Ferrari mögött, és 21 ponttal megelőzte az ötödik Aston Martint.

## Első szabadedzés
A Las Vegas-i nagydíj első szabadedzése november 17-én magyar idő szerint 5:30-kor kezdődött
| helyezés | versenyző        | csapat/motor          | elért idő | különbség | futott kör |
| -------- | ---------------- | --------------------- | --------- | --------- | ---------- |
| 1        | Charles Leclerc  | Ferrari               | 1:40.909  |           | 4          |
| 2        | Nico Hülkenberg  | Haas-Ferrari          | 1:43.446  | +2.537    | 4          |
| 3        | Kevin Magnussen  | Haas-Ferrari          | 1:44.261  | +3.352    | 4          |
| 4        | Max Verstappen   | Red Bull-Honda RBPT   | 1:44.397  | +3.488    | 4          |
| 5        | Esteban Ocon     | Alpine-Renault        | 1:45.365  | +4.456    | 5          |
| 6        | George Russell   | Mercedes              | 1:45.497  | +4.588    | 4          |
| 7        | Carlos Sainz Jr. | Ferrari               | 1:45.824  | +4.915    | 4          |
| 8        | Cunoda Júki      | AlphaTauri-Honda RBPT | 1:45.908  | +4.999    | 5          |
| 9        | Sergio Pérez     | Red Bull-Honda RBPT   | 1:46.793  | +5.884    | 4          |
| 10       | Valtteri Bottas  | Alfa Romeo-Ferrari    | 1:47.147  | +6.238    | 5          |
| 11       | Pierre Gasly     | Alpine-Renault        | 1:48.253  | +7.344s   | 5          |
| 12       | Lewis Hamilton   | Mercedes              | 1:48.513  | +7.604    | 4          |
| 13       | Daniel Ricciardo | AlphaTauri-Honda RBPT | 1:48.650  | +7.741    | 4          |
| 14       | Csou Kuan-jü     | Alfa Romeo-Ferrari    | 1:48.822  | +7.913    | 5          |
| 15       | Lando Norris     | McLaren-Mercedes      | 1:48.947  | +8.038    | 3          |
| 16       | Lance Stroll     | Aston Martin-Mercedes |           |           | 2          |
| 17       | Oscar Piastri    | McLaren-Mercedes      |           |           | 2          |
| 18       | Alexander Albon  | Williams-Mercedes     |           |           | 2          |
| 19       | Fernando Alonso  | Aston Martin-Mercedes |           |           | 2          |

## Második szabadedzés
A Las Vegas-i nagydíj második szabadedzése november 17-én magyar idő szerint 9:00-kor kezdődött
| helyezés | versenyző        | csapat/motor          | elért idő | különbség | futott kör |
| -------- | ---------------- | --------------------- | --------- | --------- | ---------- |
| 1        | Charles Leclerc  | Ferrari               | 1:35.265  |           | 39         |
| 2        | Carlos Sainz Jr. | Ferrari               | 1:35.782  | +0.517    | 39         |
| 3        | Fernando Alonso  | Aston Martin-Mercedes | 1:35.793  | +0.528    | 38         |
| 4        | Sergio Pérez     | Red Bull Racing       | 1:36.085  | +0.820    | 36         |
| 5        | Valtteri Bottas  | Alfa Romeo-Ferrari    | 1:36:129  | +0.864    | 36         |
| 6        | Max Verstappen   | Red Bull Racing       | 1:36:183  | +0.918    | 37         |
| 7        | Nico Hülkenberg  | Haas F1 Team          | 1:36489   | +1.224    | 33         |
| 8        | Lance Stroll     | Aston Martin-Mercedes | 1:36.496  | +1.231    | 41         |
| 9        | Lewis Hamilton   | Mercedes              | 1:36.663  | +1.398    | 42         |
| 10       | Alexander Albon  | Williams-Mercedes     | 1:36.688  | +1.423    | 42         |
| 11       | Lando Norris     | McLaren-Mercedes      | 1:36.864  | +1.599    | 33         |
| 12       | George Russell   | Mercedes              | 1:36.890  | +1.625    | 37         |
| 13       | Kevin Magnussen  | Haas F1 Team          | 1:36.917  | +1.652    |            |
| 14       | Oscar Piastri    | McLaren-Mercedes      | 1:36.987  | +1.722    | 35         |
| 15       | Pierre Gasly     | Alpine-Renault        | 1:37.134  | +1.869    | 33         |
| 16       | Esteban Ocon     | Alpine-Renault        | 1:37.241  | +1.976    | 37         |
| 17       | Cunoda Júki      | AlphaTauri-Honda RBPT | 1:37.412  | +2.147    | 41         |
| 18       | Csou Kuan-jü     | Alfa Romeo-Ferrari    | 1:37.656  | +2.391    | 36         |
| 19       | Daniel Ricciardo | AlphaTauri-Honda RBPT | 1:37.680  | +2.415    | 40         |
| 20       | Logan Sargeant   | Williams-Mercedes     | 1:38.140  | +2.875    | 42         |

## Harmadik szabadedzés
A Las Vegas-i nagydíj második szabadedzése november 18-án magyar idő szerint 5:30-kor kezdődött
| helyezés | versenyző        | csapat/motor          | elért idő | különbség | futott kör |
| -------- | ---------------- | --------------------- | --------- | --------- | ---------- |
| 1        | George Russell   | Mercedes              | 1:34.093  |           | 23         |
| 2        | Oscar Piastri    | McLaren-Mercedes      | 1:34.491  | +0.398    | 20         |
| 3        | Logan Sargeant   | Williams-Mercedes     | 1:34.645  | +0.552    | 17         |
| 4        | Max Verstappen   | Red Bull Racing       | 1:34.653  | +0.560    | 14         |
| 5        | Sergio Pérez     | Red Bull Racing       | 1:34.706  | +0.613    | 13         |
| 6        | Alexander Albon  | Williams-Mercedes     | 1:34.726  | +0.633    | 14         |
| 7        | Fernando Alonso  | Aston Martin-Mercedes | 1:34.788  | +0.695    | 18         |
| 8        | Lewis Hamilton   | Mercedes              | 1:34.853  | +0.760    | 24         |
| 9        | Valtteri Bottas  | Alfa Romeo-Ferrari    | 1:34.908  | +0.815    | 18         |
| 10       | Kevin Magnussen  | Haas-Ferrari          | 1:35.067  | +0.974    | 18         |
| 11       | Lando Norris     | McLaren-Mercedes      | 1:35.089  | +0.996    | 17         |
| 12       | Nico Hülkenberg  | Haas-Ferrari          | 1:35.112  | +1.019    | 17         |
| 13       | Lance Stroll     | Aston Martin-Mercedes | 1:35.253  | +1.160    | 20         |
| 14       | Esteban Ocon     | Alpine-Renault        | 1:35.297  | +1.204    | 15         |
| 15       | Csou Kuan-jü     | Alfa Romeo-Ferrari    | 1:35.881  | +1.788    | 15         |
| 16       | Charles Leclerc  | Ferrari               | 1:35.908  | +1.815    | 22         |
| 17       | Carlos Sainz Jr. | Ferrari               | 1:35.939  | +1.846    | 21         |
| 18       | Cunoda Júki      | AlphaTauri-Honda RBPT | 1:36.087  | +1.994    | 15         |
| 19       | Pierre Gasly     | Alpine-Renault        | 1:36.485  | +2.392    | 12         |
| 20       | Daniel Ricciardo | AlphaTauri-Honda RBPT | 1:37.778  | +3.685    | 15         |

## Időmérő
A kvalifikációt 2023. november 18-án, helyi idő szerint éjfélkor rendezték (UTC−8).
| helyezés            | rajtszám | versenyző        | csapat/motor                 | 1. rész  | 2. rész  | 3. rész  | rajthely | futott kör |
| ------------------- | -------- | ---------------- | ---------------------------- | -------- | -------- | -------- | -------- | ---------- |
| 1.                  | 16       | Charles Leclerc  | Ferrari                      | 1:33.617 | 1:32.775 | 1:32.726 | 1        | 23         |
| 2.                  | 55       | Carlos Sainz Jr. | Ferrari                      | 1:33.851 | 1:33.338 | 1:32.770 | 12       | 23         |
| 3.                  | 1        | Max Verstappen   | Red Bull                     | 1:34.190 | 1:33.572 | 1:33.104 | 2        | 19         |
| 4.                  | 63       | George Russell   | Mercedes                     | 1:34.137 | 1:33.351 | 1:33.112 | 3        | 22         |
| 5.                  | 10       | Pierre Gasly     | Alpine-Renault               | 1:34.272 | 1:33.494 | 1:33.239 | 4        |            |
| 6.                  | 23       | Alexander Albon  | Williams-Mercedes            | 1:34.634 | 1:33.588 | 1:33.323 | 5        |            |
| 7.                  | 2        | Logan Sargeant   | Williams-Mercedes            | 1:34.525 | 1:33.733 | 1:33.513 | 6        |            |
| 8.                  | 77       | Valtteri Bottas  | Alfa Romeo-Ferrari           | 1:34.305 | 1:33.809 | 1:33.525 | 7        |            |
| 9.                  | 20       | Kevin Magnussen  | Haas-Ferrari                 | 1:34.337 | 1:33.664 | 1:33.537 | 8        |            |
| 10                  | 14       | Fernando Alonso  | Aston Martin Aramco-Mercedes | 1:34.422 | 1:33.617 | 1:33.555 | 9        |            |
| 11                  | 44       | Lewis Hamilton   | Mercedes                     | 1:34.307 | 1:33.837 |          | 10       |            |
| 12                  | 11       | Sergio Pérez     | Red Bull Racing-Honda RBPT   | 1:34.574 | 1:33.855 |          | 11       |            |
| 13                  | 27       | Nico Hülkenberg  | Haas-Ferrari                 | 1:34.265 | 1:33.979 |          | 13       |            |
| 14                  | 18       | Lance Stroll     | Aston Martin Aramco-Mercedes | 1:34.504 | 1:34.199 |          | 19       |            |
| 15                  | 3        | Daniel Ricciardo | AlphaTauri-Honda RBPT        | 1:34.683 | 1:34.308 |          | 14       |            |
| 16                  | 4        | Lando Norris     | McLaren-Mercedes             | 1:34.703 |          |          | 15       |            |
| 17                  | 31       | Esteban Ocon     | Alpine-Renault               | 1:34.834 |          |          | 16       |            |
| 18                  | 24       | Csou Kuan-jü     | Alfa Romeo-Ferrari           | 1:34.849 |          |          | 17       |            |
| 19                  | 81       | Oscar Piastri    | McLaren-Mercedes             | 1:34.850 |          |          | 18       |            |
| 20                  | 22       | Cunoda Júki      | AlphaTauri-Honda RBPT        | 1:36.447 |          |          | 20       |            |
| 107% time: 1:40.170 |          |                  |                              |          |          |          |          |            |

Megjegyzések:
- Carlos Sainz Jr. tízhelyes rajtrácsbüntetést kapott az energiatároló elemek kvótájának túllépése miatt.
- Lance Stroll öthelyes rajtrácsbüntetést kapott sárga zászlók alatti előzésért a harmadik edzésen.

## Verseny
Charles Leclerc és Max Verstappen a rajtrács első sorában indult. A futam nyitófordulójában Verstappen lekényszerítette Leclercet a pályáról, öt másodperces büntetést kapott a lépésért. Fernando Alonso ugyanabban a kanyarban megpördült, és begyűjtötte Valtteri Bottast, de mindketten komolyabb sérülés nélkül folytatták. Egy virtuális biztonsági autós időszakot figyeltek meg, miközben a károkat a pályáról eltakarították.Lando Norris elvesztette uralmát autója hátulja felett, és súlyos balesetet szenvedett a verseny harmadik körében, és ezzel a szezon első visszavonulását jelentette. A biztonsági autót azért hozták ki, hogy visszaszerezzék a sérült McLaren MCL60-at. Norris a dél-nevadai Egyetemi Orvosi Központba ment elővigyázatossági ellenőrzésekre, és még aznap hazaengedték.Leclerc megelőzte Verstappent a pályán, mielőtt Verstappen kiszállt volna a boxba és letöltötte volna a büntetést. Noha Leclerc meghosszabbította első abroncsos etapját, végül csak néhány körrel állt ki a boxba, mielőtt egy biztonsági autó kijött a George Russell és Verstappen közötti incidens miatt, amely törmeléket hagyott a pályán. A biztonsági autó lehetővé tette, hogy a Red Bull és a rajtrács többi része jelentős időveszteség nélkül kiálljon a boxba, csökkentve ezzel Leclerc előnyét.
A Verstappen és Leclerc páros Sergio Pérez mellett végig az élmezőnyért küzdött. A verseny végére Verstappen kicsi, de kényelmes előnnyel vezetett, Leclerc és Pérez a második helyért küzdött. Leclerc az utolsó körben megelőzte Pérezt, és megszerezte a második helyet, Pérez pedig a dobogóra került.
A dobogó harmadik helyén Pérez a második helyet szerezte meg a pilóták bajnokságában, így a Red Bull Racing az első 1–2-es eredményt érte el a pilóták bajnokságában. A hetedik helyen Lewis Hamilton matematikailag is megszerezte a harmadik helyet az egyéni bajnokságban, pályafutása során először fejezte be szezonját ezen a helyen. A Mercedes másik pilótája, George Russell matematikailag is bebiztosította a nyolcadik helyét a pilóták bajnokságában, ami 2012 óta a legalacsonyabb Mercedes-pilóta.
| Helyezés                                                    | Szám | Versenyző        | Csapat                       | Körök | Idő az elsőhöz képest | Indulás helyezése | Pontok |
| ----------------------------------------------------------- | ---- | ---------------- | ---------------------------- | ----- | --------------------- | ----------------- | ------ |
| 1                                                           | 1    | Max Verstappen   | Red Bull Racing-Honda RBPT   | 50    | 1:29:08.289           | 2                 | 25     |
| 2                                                           | 16   | Charles Leclerc  | Ferrari                      | 50    | +2.070                | 1                 | 18     |
| 3                                                           | 11   | Sergio Pérez     | Red Bull Racing-Honda RBPT   | 50    | +2.241                | 11                | 15     |
| 4                                                           | 31   | Esteban Ocon     | Alpine-Renault               | 50    | +18.665               | 16                | 12     |
| 5                                                           | 18   | Lance Stroll     | Aston Martin Aramco-Mercedes | 50    | +20.067               | 19                | 10     |
| 6                                                           | 55   | Carlos Sainz Jr. | Ferrari                      | 50    | +20.834               | 12                | 8      |
| 7                                                           | 44   | Lewis Hamilton   | Mercedes                     | 50    | +21.755               | 10                | 6      |
| 8                                                           | 63   | George Russell   | Mercedes                     | 50    | +23.091               | 3                 | 4      |
| 9                                                           | 14   | Fernando Alonso  | Aston Martin Aramco-Mercedes | 50    | +25.964               | 9                 | 2      |
| 10                                                          | 81   | Oscar Piastri    | McLaren-Mercedes             | 50    | +29.496               | 18                | 2      |
| 11                                                          | 10   | Pierre Gasly     | Alpine-Renault               | 50    | +34.270               | 4                 |        |
| 12                                                          | 23   | Alexander Albon  | Williams-Mercedes            | 50    | +43.398               | 5                 |        |
| 13                                                          | 20   | Kevin Magnussen  | Haas-Ferrari                 | 50    | +44.825               | 8                 |        |
| 14                                                          | 3    | Daniel Ricciardo | AlphaTauri-Honda RBPT        | 50    | +48.525               | 14                |        |
| 15                                                          | 24   | Csou Kuan-jü     | Alfa Romeo-Ferrari           | 50    | +50.162               | 17                |        |
| 16                                                          | 2    | Logan Sargeant   | Williams-Mercedes            | 50    | +50.882               | 6                 |        |
| 17                                                          | 77   | Valtteri Bottas  | Alfa Romeo-Ferrari           | 50    | +1:25.350             | 7                 |        |
| 18                                                          | 22   | Cunoda Júki      | AlphaTauri-Honda RBPT        | 46    | DNF                   | 20                |        |
| 19                                                          | 27   | Nico Hülkenberg  | Haas-Ferrari                 | 45    | DNF                   | 13                |        |
| Ret                                                         | 4    | Lando Norris     | McLaren-Mercedes             | 2     | DNF                   | 15                |        |
| Leggyorsabb kör:Oscar Piastri (McLaren-Mercedes) – 1:35.490 |      |                  |                              |       |                       |                   |        |

Megjegyzések:
- George Russell a negyedik helyen végzett, de öt másodperces időbüntetést kapott, mert ütközött Max Verstappennel.
- Egy pontot tartalmaz a leggyorsabb körért.
- Cunoda Júki és Nico Hülkenberg a versenytáv több mint 90%-át teljesítette.

## Bajnokság állása a verseny után
| Helyezés | Versenyző        | Pontok |
| -------- | ---------------- | ------ |
| 1        | Max Verstappen   | 549    |
| 2        | Sergio Pérez     | 273    |
| 3        | Lewis Hamilton   | 232    |
| 4        | Carlos Sainz Jr. | 200    |
| 5        | Fernando Alonso  | 200    |

| Helyezés | Csapat                       | Pontok |
| -------- | ---------------------------- | ------ |
| 1        | Red Bull Racing-Honda RBPT   | 822    |
| 2        | Mercedes                     | 392    |
| 3        | Ferrari                      | 388    |
| 4        | McLaren-Mercedes             | 284    |
| 5        | Aston Martin Aramco-Mercedes | 273    |

Megjegyzés:
- Csak az első öt pozíciót tartalmazza mindkét tabella.
- A félkövéren szedett versenyzők a 2023-as világbajnokok.